# Kaganaias
Kaganaias hakusanensis
Genre
Espèce
Kaganaias est un genre fossile de sauriens de la super-famille des Varanoidea.
La seule espèce du genre Kaganaias hakusanensis vivait au Japon durant le Crétacé inférieur.

## Description
Kaganaias hakusanensis est semi-aquatique. C'est la seule espèce connue de squamates aquatique en Asie et la seule connue avant le Cénomanien, étage le plus ancien du Crétacé supérieur.

## Étymologie
Le nom du genre signifie « naïade de Kaga ».
Son nom d'espèce, composé de hakusan et du suffixe latin -ensis, « qui vit dans, qui habite », lui a été donné en référence au lieu de sa découverte, Hakusan.

## Publication originale
- Evans, Manabe, Noro, Isaji & Yamaguchi, 2006 : A long-bodied lizard from the Lower Cretaceous of Japan. Palaeontology (Oxford), vol. 49, no 6, p. 1143-1165.